# Котлішовиці
Котлішовиці (пол. Kotliszowice) — село в Польщі, у гміні Тошек Гливицького повіту Сілезького воєводства.
Населення — 261 особа (2011).
У 1975—1998 роках село належало до Катовицького воєводства.

## Демографія
Демографічна структура станом на 31 березня 2011 року:
|          | Загалом | Допрацездатний вік | Працездатний вік | Постпрацездатний вік |
| -------- | ------- | ------------------ | ---------------- | -------------------- |
| Чоловіки | 136     | 25                 | 91               | 20                   |
| Жінки    | 125     | 18                 | 76               | 31                   |
| Разом    | 261     | 43                 | 167              | 51                   |